# Sankt Ilians kyrka
Sankt Ilians kyrka var en kyrka i Västerås. Den låg vid nuvarande korsningen av Hantverkargatan och Vasagatan. Kyrkan var uppkallad efter Egidius och Ilian är en ombildning av det grekiska namnet. Sankt Egidii församling omnämns första gången 1312 i ett diplom i samband med en jordaffär. Senare kallades den Sankt Ilians församling. Under 1500-talet förföll kyrkan och 1587 brann den. En ny kyrka byggdes, men den revs på 1640-talet i samband med en stor gatureglering.
Stiftelsen Kulturmiljövård genomförde 2013 en arkeologisk undersökning av delar av Sankt Ilians kyrkogård.